# Sébazac-Concourès
Sébazac-Concourès ist eine französische Gemeinde mit 3266 Einwohnern (Stand: 1. Januar 2022) im Département Aveyron in der Region Okzitanien. Sie gehört zum Arrondissement Rodez und zum Kanton Causse-Comtal. Die Einwohner werden Sébazacois genannt.

## Geografie
Sébazac-Concourès liegt zwischen Toulouse und Lyon. Die Gemeinde besteht aus den zwei räumlich getrennten Gemeindeteilen Sébazac und Concourès. Zwischen diesen Teilen liegen die Gemeinden Rodelle und La Loubière. Nachbargemeinden auf der Seite von Concourés sind Bozouls im Nordosten und Montrouzier im Südosten, auf der Seite von Sébazacs Onet-le-Château im Süden, Luc-la-Primaube im Süden und Südwesten sowie Salles-la-Source im Westen.
Durch die Gemeinde führt die frühere Route nationale 88 (heute: D988).

## Bevölkerungsentwicklung
| Jahr      | 1962 | 1968 | 1975 | 1982 | 1990 | 1999 | 2006 | 2011 |
| Einwohner | 554  | 635  | 1727 | 2336 | 2703 | 2717 | 2913 | 3107 |

## Sehenswürdigkeiten

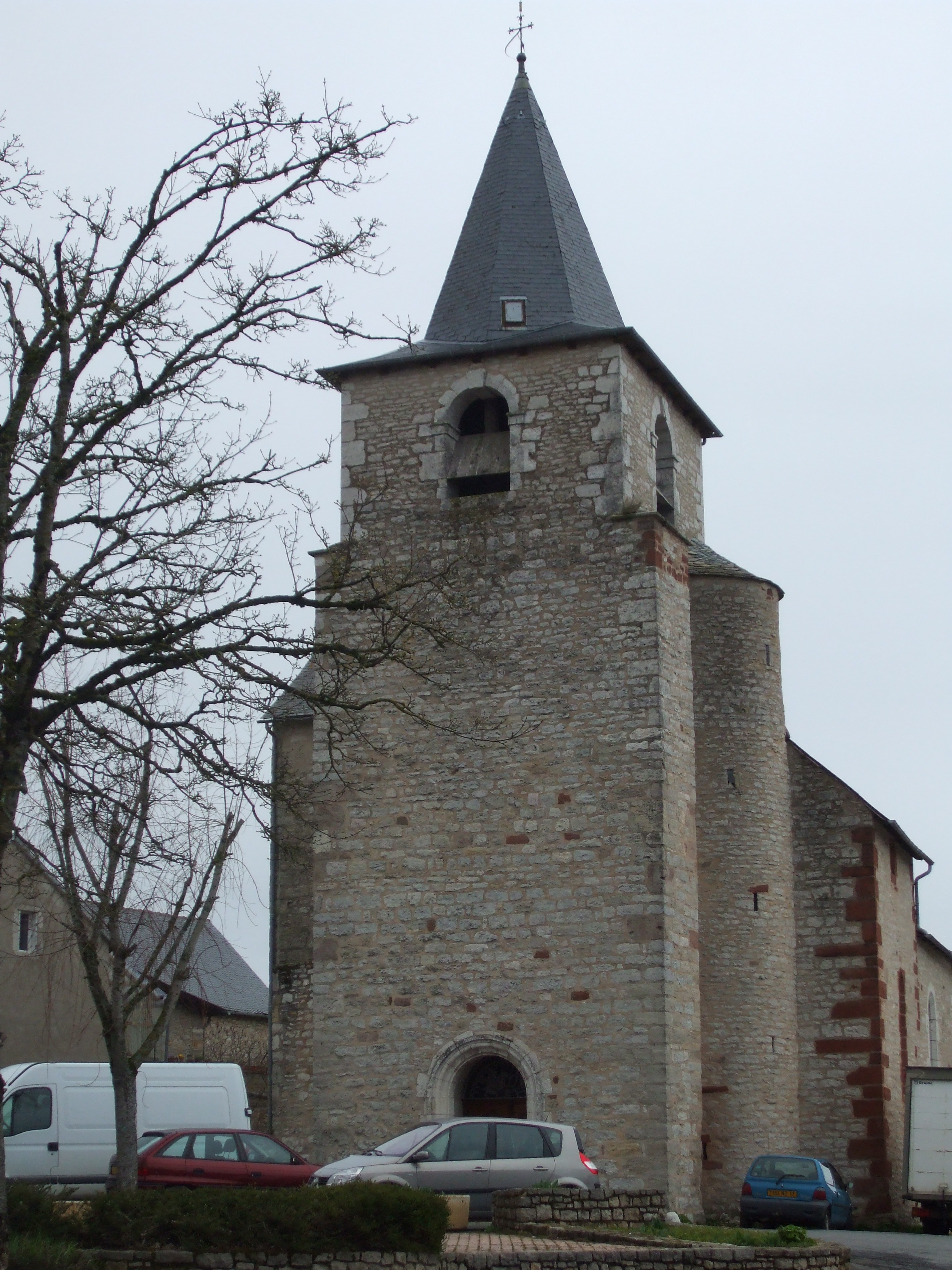
Kirche Saint-Barnabé

- Prähistorische Fundstelle von Rescoundudou, seit 1993 Monument historique
- Kirche Saint-Barnabé
- Kirche Sainte-Julitte-d’Onet-l’Eglise
- Brunnen
- Rathaus aus dem 18. Jahrhundert
- Cazelles
- Kriegerdenkmal